# Freeride World Tour 2024
Navigation
2023 2025
Le  Freeride World Tour 2024 est la 17e édition du Freeride World Tour, compétition organisée annuellement depuis 2008. 

## Programme de la saison

### Evènements
7 évènements sont planifiées sur 6 sites dans 6 pays différents en Europe et en Amérique du Nord :
- Baqueira Beret Pro
- Verbier Pro en janvier Yeti Xtreme Verbier en mars (Finale)
- Ordino Arcalís Pro
- Kicking Horse Golden BC Pro
- Georgia Pro (à Tetnuldi)
- Fieberbrunn Pro (Finale)

Pour chaque évènement, une épreuve est organisée dans chacune des 4 spécialités : ski hommes et dames, snowboard hommes et dames
Les deux évènements planifiés à Baqueira et Ordino Arcalis sont annulés en raison du manque de neige.

### Participants
Dans chaque spécialité les participants à l'ensemble de la saison sont : 
- les qualifiés pour la finale du Freeride World Tour 2023
- les qualifiés du FWT Challenger 2023 Europe-Asie-Océanie
- les qualifiés du FWT Challenger 2023 Amériques
- des invités choisis par l'organisation

### Classement
Chacune des 3 premières épreuves attribue des points en fonction du classement (voir ci-après en fonction de la spécialité). Un classement général provisoire est établi à la fin de ces 3 premières épreuves en  comptabilisant les 2 meilleurs résultats de chaque compétiteur.  
Les meilleurs (dont le nombre sera déterminé après la première épreuve - entre 50 et 60 % des participants) sont qualifiés pour les finales à Fieberbrunn et Verbier. Ils sont aussi sélectionnés pour disputer le Freeride World Tour 2025. Les suivants devront disputer le FWT Challenger.
Après les finales à Fieberbrunn et Verbier, le classement général est établi en comptabilisant les 4 meilleurs résultats de chaque compétiteur.

### Attribution des points

#### Ski Hommes
Le système donne 10000 points au vainqueur de chacune des 3 premières épreuves puis un nombre de points décroissant jusqu'à la 35e place. Pour les finales, le système donne 12000 points au vainqueur puis un nombre de points décroissant jusqu'à la 35e place.
| Place                | 1     | 2     | 3    | 4    | 5    | 6    | 7    | 8    | 9    | 10   | 11   | 12   | 13   | 14   | 15   | 16   | 17   |
| -------------------- | ----- | ----- | ---- | ---- | ---- | ---- | ---- | ---- | ---- | ---- | ---- | ---- | ---- | ---- | ---- | ---- | ---- |
| 5 premières épreuves | 10000 | 8800  | 7920 | 7200 | 6560 | 6000 | 5520 | 5120 | 4760 | 4420 | 4100 | 3800 | 3520 | 3260 | 3020 | 2800 | 2600 |
| Finale               | 12000 | 10550 | 9500 | 8650 | 7875 | 7200 | 6625 | 6150 | 5700 | 5300 | 4925 | 4550 | 4225 | 3900 | 3625 | 3350 | 3125 |

| Place                | 18   | 19   | 20   | 21   | 22   | 23   | 24   | 25   | 26   | 27   | 28   | 29   | 30   | 31   | 32   | 33   | 34   | 35   |
| -------------------- | ---- | ---- | ---- | ---- | ---- | ---- | ---- | ---- | ---- | ---- | ---- | ---- | ---- | ---- | ---- | ---- | ---- | ---- |
| 5 premières épreuves | 2420 | 2260 | 2120 | 2000 | 1900 | 1820 | 1760 | 1720 | 1680 | 1640 | 1600 | 1560 | 1530 | 1495 | 1465 | 1430 | 1400 | 1370 |
| Finale               | 2900 | 2700 | 2550 | 2400 | 2275 | 2175 | 2100 | 2075 | 2025 | 1975 | 1925 | 1875 | 1835 | 1800 | 1750 | 1725 | 1675 | 1650 |

#### Ski Dames, Snowboard Hommes et Dames
Le système donne 10000 points au vainqueur de chacune des 5 premières épreuves puis un nombre de points décroissant jusqu'à la 17e place. Pour la finale, le système donne 12000 points au vainqueur puis un nombre de points décroissant jusqu'à la 17e place. 
| Place                | 1     | 2    | 3    | 4    | 5    | 6    | 7    | 8    | 9    | 10   | 11   | 12   | 13  | 14  | 15  | 16  | 17  |
| -------------------- | ----- | ---- | ---- | ---- | ---- | ---- | ---- | ---- | ---- | ---- | ---- | ---- | --- | --- | --- | --- | --- |
| 5 premières épreuves | 10000 | 8000 | 6400 | 5120 | 4095 | 3275 | 2620 | 2095 | 1675 | 1340 | 1070 | 855  | 685 | 550 | 440 | 350 | 280 |
| Finale               | 12000 | 9600 | 7675 | 6150 | 4900 | 3925 | 3150 | 2500 | 2000 | 1600 | 1300 | 1025 | 825 | 650 | 525 | 425 | 325 |

## Classement général

### Ski
| Rang | Nom                     | Points | Victoire(s) | Podium(s) |
| ---- | ----------------------- | ------ | ----------- | --------- |
| 1    | Max Hitzig              | 41100  | 2           | 5         |
| 2    | Marcus Goguen           | 39420  | 2           | 4         |
| 3    | Benjamin James Richards | 32435  | 1           | 1         |
| 4    | Finn Bilous             | 29695  |             | 2         |
| 5    | Kristofer Turdell       | 29470  |             | 1         |
| 6    | Tenra Katsumo           | 26550  |             |           |
| 7    | Maxime Chabloz          | 25920  |             |           |
| 8    | Oscar Mandin            | 25770  |             | 1         |
| 9    | Valentin Rainer         | 25095  |             |           |
| 10   | Martin Bender           | 23320  |             | 1         |

| Rang | Nom              | Points | Victoire(s) | Podium(s) |
| ---- | ---------------- | ------ | ----------- | --------- |
| 1    | Hedvig Vessel    | 36000  | 1           | 4         |
| 2    | Astrid Cheylus   | 33770  | 2           | 3         |
| 3    | Zuzanna Witych   | 28595  | 1           | 2         |
| 4    | Manon Loschi     | 28575  |             | 3         |
| 5    | Sybille Blanjean | 25575  | 1           | 1         |
| 6    | Lily Bradley     | 14140  |             | 1         |
| 7    | Molly Armanino   | 9675   |             | 1         |
| 8    | Addison Rafford  | 7215   |             |           |
| 9    | Lydia Nelsen     | 5370   |             |           |
| 10   | Megane Betend    | 3015   |             |           |

### Snowboard
| Rang | Nom               | Points | Victoire(s) | Podium(s) |
| ---- | ----------------- | ------ | ----------- | --------- |
| 1    | Victor de Le Rue  | 42000  | 4           | 4         |
| 2    | Jonathan Penfield | 31270  | 1           | 2         |
| 3    | Liam Rivera       | 28875  |             | 3         |
| 4    | Tim Schröder      | 24400  |             | 3         |
| 5    | Michael Mawn      | 2250   |             | 2         |
| 6    | Holden Samuels    | 19445  |             | 1         |
| 7    | Warren Doyle      | 9215   |             |           |
| 8    | Hugo Serra        | 8190   |             |           |
| 9    | Cody Bramwell     | 7215   |             |           |
| 10   | Brian Stenerson   | 5895   |             |           |

| Rang | Nom                | Points | Victoire(s) | Podium(s) |
| ---- | ------------------ | ------ | ----------- | --------- |
| 1    | Erin Sauvé         | 38400  | 2           | 4         |
| 2    | Núria Castan Baron | 37275  | 2           | 4         |
| 3    | Anna Martinez      | 35275  | 1           | 5         |
| 4    | Estelle Rizzolio   | 26700  |             | 2         |
| 5    | Marissa Krawczak   | 9215   |             |           |
| 6    | Tiphanie Perrotin  | 9215   |             |           |
| 7    | Anna Orlova        | 8395   |             |           |

## Calendrier et résultats

### Ski

#### Messieurs
| N°      | Lieu                        | Date                  | Vainqueur               | Deuxième      | Troisième         |
| ------- | --------------------------- | --------------------- | ----------------------- | ------------- | ----------------- |
| 1       | Verbier Pro                 | 27 au 28 janvier 2024 | Max Hitzig              | Finn Bilous   | Kristofer Turdell |
| 2       | Kicking Horse Golden BC Pro | 14 au 20 février 2024 | Max Hitzig              | Oscar Mandin  | Marcus Goguen     |
| 3       | Georgia Pro (à Tetnuldi)    | 1er au 7 mars 2024    | Marcus Goguen           | Martin Bender | Max Hitzig        |
| Finales |                             |                       |                         |               |                   |
| 4       | Fieberbrunn Pro             | 12 au 18 mars 2024    | Benjamin James Richards | Max Hitzig    | Marcus Goguen     |
| 5       | Yeti Xtreme Verbier         | 23 au 31 mars 2024    | Marcus Goguen           | Max Hitzig    | Finn Bilous       |

#### Dames
| N°      | Lieu                        | Date                  | Vainqueur        | Deuxième       | Troisième      |
| ------- | --------------------------- | --------------------- | ---------------- | -------------- | -------------- |
| 1       | Verbier Pro                 | 27 au 28 janvier 2024 | Zuzanna Witych   | Manon Loschi   | Molly Armanino |
| 2       | Kicking Horse Golden BC Pro | 14 au 20 février 2024 | Astrid Cheylus   | Manon Loschi   | Hedvig Vessel  |
| 3       | Georgia Pro (à Tetnuldi)    | 1er au 7 mars 2024    | Sybille Blanjean | Hedvig Vessel  | Lily Bradley   |
| Finales |                             |                       |                  |                |                |
| 4       | Fieberbrunn Pro             | 12 au 18 mars 2024    | Astrid Cheylus   | Hedvig Vessel  | Manon Loschi   |
| 5       | Yeti Xtreme Verbier         | 23 au 31 mars 2024    | Hedvig Vessel    | Zuzanna Witych | Asrid Cheylus  |

### Snowboard

#### Messieurs
| N°      | Lieu                        | Date                  | Vainqueur         | Deuxième          | Troisième    |
| ------- | --------------------------- | --------------------- | ----------------- | ----------------- | ------------ |
| 1       | Verbier Pro                 | 27 au 28 janvier 2024 | Victor de Le Rue  | Holden Samuels    | Tim Schröder |
| 2       | Kicking Horse Golden BC Pro | 14 au 20 février 2024 | Victor de Le Rue  | Michael Mawn      | Tim Schröder |
| 3       | Georgia Pro (à Tetnuldi)    | 1er au 7 mars 2024    | Victor de Le Rue  | Jonathan Penfield | Liam Rivera  |
| Finales |                             |                       |                   |                   |              |
| 4       | Fieberbrunn Pro             | 12 au 18 mars 2024    | Victor de Le Rue  | Liam Rivera       | Tim Schröder |
| 5       | Yeti Xtreme Verbier         | 23 au 31 mars 2024    | Jonathan Penfield | Liam Rivera       | Michael Mawn |

#### Dames
| N°      | Lieu                        | Date                  | Vainqueur          | Deuxième           | Troisième          |
| ------- | --------------------------- | --------------------- | ------------------ | ------------------ | ------------------ |
| 1       | Verbier Pro                 | 27 au 28 janvier 2024 | Núria Castan Baron | Anna Martinez      | Estelle Rizzolio   |
| 2       | Kicking Horse Golden BC Pro | 14 au 20 février 2024 | Anna Martinez      | Estelle Rizzolio   | Erin Sauvé         |
| 3       | Georgia Pro (à Tetnuldi)    | 1er au 7 mars 2024    | Núria Castan Baron | Erin Sauvé         | Anna Martinez      |
| Finales |                             |                       |                    |                    |                    |
| 4       | Fieberbrunn Pro             | 12 au 18 mars 2024    | Erin Sauvé         | Anna Martinez      | Núria Castan Baron |
| 5       | Yeti Xtreme Verbier         | 23 au 31 mars 2024    | Erin Sauvé         | Núria Castan Baron | Anna Martinez      |